# Iwan Terentjewitsch Goljakow
Iwan Terentjewitsch Goljakow (russisch Иван Терентьевич Голяков, wiss. Transliteration Ivan Terent'evič Goljakov; geboren 1888; gestorben 1961) war ein sowjetischer Richter und Staatsanwalt, der zu einem der Organisatoren der stalinistischen Repression wurde.
Goljakow war ab 1933 Mitglied des Militärkollegium des Obersten Gerichts der UdSSR, von 1938 bis 1948 war er Vorsitzender des Obersten Gerichts der UdSSR. Er war maßgeblich an der Säuberung der Roten Armee beteiligt.
Alexander Solschenizyn zufolge wurde ihm nachgesagt, dass er es liebte, im Garten zu werkeln, ein Büchernarr war, der ständig Antiquariate besuchte, und ein Kenner von Tolstoi, Korolenko und Tschechow war.
Er erhielt verschiedene Ehrungen, darunter zweimal den Lenin-Orden.